# Allan McNish
Allan McNish (Dumfries, 29 december 1969) is een voormalig Schots coureur. McNish kwam in 2002 uit in de Formule 1, en heeft daarnaast op zijn palmares driemaal een overwinning in de 24 uur van Le Mans staan.

## Formule 1
Na testrijder te zijn geweest voor McLaren (in 1990, '91, '92), Benetton (in '93, '94 en '96) en Toyota F1 (in 2000 en 2001) debuteerde hij in 2002 in de Formule 1 bij het toen eveneens debuterende Toyota F1. Zijn eerste race was op 3 maart 2002. Hij scoorde geen punten in de zeventien races die hij reed. Voor het seizoen 2003 werden hij en zijn teamgenoot Mika Salo vervangen door Olivier Panis en Cristiano da Matta. Salo scoorde enkele punten tijdens zijn eerste race in Melbourne. In 2003 werd McNish weer testrijder, ditmaal voor Renault F1. Hij kwam niet meer in actie als Formule 1-coureur.

## Buiten de Formule 1
McNish deed in de jaren 90 ervaring op in verschillende raceklassen en won onder meer de 24 uur van Le Mans in 1998. In 2004 ging hij namens Audi in verschillende raceklassen rijden, waaronder de Le Mans Series, het DTM in 2005 en de 24 uur van Le Mans, die hij in 2008 voor de tweede keer won. Verder won hij drie maal het ALMS-kampioenschap met Audi, alsook klassieke races als de 12 uur van Sebring. McNish kreeg meermaals een popular driver award.
Op 11 juni 2011 raakte McNish tijdens de 24-race in Le Mans betrokken in een zware crash, waar hij ongedeerd uit kwam.

## Andere Raceklassen
- Formule A (karting)
- Formule Ford
- Vauxhall Lotus
- British F3
- North American GT
- FIA GT
- Le Mans Series
- ALMS

| Jaar | Team    | 1       | 2      | 3       | 4       | 5      | 6      | 7       | 8       | 9     | 10      | 11     | 12      | 13     | 14     | 15      | 16     | 17      | Team    | WDC  | Punten |
| ---- | ------- | ------- | ------ | ------- | ------- | ------ | ------ | ------- | ------- | ----- | ------- | ------ | ------- | ------ | ------ | ------- | ------ | ------- | ------- | ---- | ------ |
| 2002 | Toyota  | AUS Ret | MYS 7  | BRA Ret | SMR Ret | ESP 8  | AUT 9  | MON Ret | CAN Ret | EU 14 | GBR Ret | FRA 11 | GER Ret | HUN 14 | BEL 9  | ITA Ret | USA 15 | JPN Inj | Toyota  | 19th | 0      |
| 2003 | Renault | AUS TR  | MYS TR | BRA TR  | SMR TR  | ESP TR | AUT TR | MON TR  | CAN TR  | EU TR | FRA     | GBR TR | GER TR  | HUN TR | ITA TR | USA TR  | JPN TR |         | Renault | -    | -      |

(TR staat voor testrijder)